# 班扎雷海岸

班扎雷海岸在南極洲的位置

班扎雷海岸（英語：Banzare Coast）位于东南极洲威尔克斯地，东经122°（绍瑟德角）至东经130°（莫爾斯角）之间。1931年，由道格拉斯·莫森领导的英国、澳大利亚和新西兰南极探险队（British-Australian-New Zealand Antarctic Research Expedition）首次到达该地区，遂以探险队英文缩写命名。